# Castle Salem
Castle Salem ist ein befestigtes Haus bei Ross Carbery im irischen County Cork. Dort wohnte die Familie Morris von etwa 1660 bis zum Anfang der 1800er-Jahre; 1895 kaufte es die Familie Daly, deren Nachfahren es heute als Pension betreiben.

## Geschichte
Laut einem gewissen Charles Smith, Topograf, wurde an dieser Stelle Benduff Castle, das er als ein „starkes, romantisches Gebäude“ bezeichnet, für die Familie O’Donovan errichtet. Es ist aber so gut wie sicher, dass dieses befestigte Haus um 1470 für Catherine FitzGerald, Tochter von Thomas FitzGerald, 8. Earl of Desmond, erbaut wurde, die später Finghin Mac Carthy Reagh, 8. Prinz von Carbery, heiratete. In den Annalen der vier Meister steht, dass sie 1506 verstarb. Dieser Earl, einer der mächtigsten Männer in Irland und Vizekönig von Irland unter König Eduard VI., wurde 1466 in Drogheda hingerichtet, da er, wie es heißt, der Bosheit von König Eduards Königin, Elizabeth Grey, zum Opfer fiel, weil er über ihr Verhältnis zu ihrem König eine respektlose Rede gehalten hatte. Earl Thomas’ Tochter ist vermutlich die historische Person hinter der „schwarzen Frau“, von der es verschiedene Legenden in Zusammenhang mit Benduff Castle gibt.
Das alte Castle Benduff (irisch-gälisch: An Bhinn Dubh; dt.: „der schwarze Gipfel“) heißt heute Castle Salem (oder manchmal auch Castlesalem, Castle Sally oder Mount Salem). Es liegt etwa 1,6 km nordwestlich von Ross Carbery am Busen eines versteckten Tales, das zwischen Hügeln eingeschlossen ist und einst dicht mit Bäumen bewachsen war. So unterschied es sich vom Großteil feudaler Festungen der Alten, die entweder auf einem felsigen Gipfel thronten oder auf sonst erhöhtem Grund standen. Aber die geschützte und versteckte Lage dieser Burg schützte sie vermutlich vor äußeren Gefahren.
Benduff Castle war ursprünglich ein befestigtes Gebäude, das im unüblichen Stil normannischer Festungen, die im Mittelalter über ganz Irland verteilt waren und durch ihren festen, in der Mitte liegenden Donjon oder Turm mit quadratischem Grundriss gekennzeichnet waren, gebaut wurde. Letzterer hatte dicke, massive Mauern und Schießscharten, durch die sowohl geschossen werden konnte als auch Licht ins Gebäudeinnere drang. Daran angebaut waren üblicherweise Nebengebäude, die mit Bastionen und starken Außenmauern, die das gesamte Fundament umschlossen, ausgestattet waren. Letztere wurden oft mit überdachten Umgängen ausgestattet. Castle Salem hat drei innere Bögen; seine Mauern sind 3,3 Meter dick und mit Umgängen und Rücksprüngen sowie den üblichen Treppen ausgestattet. Benduff Castle war ursprünglich etwa 21 Meter hoch, bis der alte William Morris den Oberteil abnehmen durch ein geschindeltes Dach ersetzen ließ.

## Die Zeit des Bürgerkrieges
Die Ländereien von Knocknamadogue mit Benduff Castle gehörten einst Florence MacCarthy, einem römisch-katholischen Rebellen, dessen Besitzungen von Oliver Cromwell eingezogen wurden. Ballihagornagh (dt.: „Gerstenhügel“) hatte John Marrigoe gehört, der eine ähnliche Geschichte hatte, und der größte Teil der übrigen Ländereien war in Besitz der O’Donovans gewesen.
Captain William Morris (ca. 1620–1680) erhielt über 600 Hektar Land, einschließlich der Burg und änderte ihren Namen in „Castlesalem“. Dies geschah etwa 1660. Das Land wurde förmlich nach dem Siedlungsgesetz von 1678 zugeteilt.

„An William Morris, von Knocknamadogue, das für immer Montsalem genannt werden soll: 252 Acres; von Kemanabrickey, das Libott-Wood genannt werden soll: 92 Acres; von Belangornaganey, das Longnor genannt werden wird: 66 Acres; von Manulagawne oder Mullagowne, das Mount Stafford genannt werden wird: 93 Acres und 2 Roods; von Kilbegg, das Stoney Furlong genannt werden wird: 54 Acres; von Maulmurreene, das Green Furlong genannt werden wird: 34 Acres und 2 Roods; von Knockrudeene (Teil davon), das Narrow Furlong genannt werden wird: 11 Acres; in den Baronaten East und West Carbery. Die Gesamtfläche beträgt 976 Acres und 3 Roods zu einer Gesamtpacht von £ 9, 3 Shillings und 1 Penny pro Jahr. Datiert 4. September des 20. Regierungsjahres von Karl II. Angeführt am 17. September 1666. Durch Patent vom 1. November 1678 hatte Mr Morris einen Abschlag von £ 2, 3 Shillings und 1 Pence von der jährlichen Pacht, sodass diese um ein Drittel auf £ 7 pro Jahr reduziert wurde.“
„An Captain William Morris: Im westlichen Teil von Dunscullis alias Downescully: 13 Acres (das für immer Burton-Gortroe genannt werden soll); 101 Acres im östlichen Teil von Dungannon (das Wostasan genannt werden soll); 26 Acres (die Netley genannt werden sollen) im östlichen Teil von Drumuliky; 5 Acres (die Mühlenweide genannt werden sollen); die gesamte Fläche beträgt 234 Acres, 3 Roods und 18 Perches zu einer Gesamtpacht von £ 2, 3 Shillings und 10 ¾ Pence pro Jahr.“
„Der östliche Teil von Carhigariff und ein Teil davon, [begrenzt durch] eine östliche und westliche Linie: 92 Acres, 2 Roods und 26 Perches (Tullagh genannt); Bann-u-Iband oder Baunare-Ibane, Teile von Carhugariffe und Carren, im nördlichen Teil davon, angrenzend an die Ländereien von Sam Woodriffe: 92 Acres, 1 Rood und 14 Perches, mit einem proportionalen Teil aller unprofitablen Ländereien, die zu den besagten Ländereien gehören (Blackhurst genannt). Zu einer Pacht von £ 2, 16 Shillings und 2 Pence pro Jahr. Datiert 17. Juli des 21. Regierungsjahres von Karl II. Angeführt am 4. August 1669. Durch Patent vom 1. November 1678 hatte Captain Morris einen Abschlag auf die Pacht dieser Ländereien, sodass diese sich auf £ 2 pro Jahr belief.“

## William Morris und die Quäker
William Morris wurde, obwohl er ein Soldat in der Armee von Cromwell gewesen war, 1656 Quäker und war ein aktives Mitglied der wachsenden Gemeinschaft in Irland. John Rutty lieferte einen interessanten Bericht aus dem Tagebuch von William Edmondson, der Captain Morris als einen Mann mit Talenten und Einfluss beschrieb.

„Es gab auch einen William Morris, einen Ältesten der Baptisten mit großem Ansehen. Captain einer Firma, Friedensrichter, Einkommenskommissar und 1. Kassenwart in diesem Quarter, auch 1. Gouverneur dreier Garnisonen, an den die Nachrichten dieser Tagesarbeit bald weitergeleitet wurden, worüber er sehr besorgt war und dem Melder, einem Friedensrichter, sagte: „Es war eine Schande für sie, darunter zu leiden, dass wir so ausgenutzt wurden“, was bedeutete: „Die Zeit wird kommen, zu der sie froh sein werden, unter unseren Flügeln Schutz zu suchen.“ Das Gerücht, dass Captain Morgan ein Quäker war, drang bald zu den Baptisten und an das Gericht in Dublin, wodurch er mit seiner Company nach Süden verlegt wurde, nicht lange nachdem er nach Dublin gesandt worden war, um vor dem General und den hohen Offizieren zu erscheinen, von denen viele Baptisten waren. Er wurde befragt, wie er Quäker geworden war, was er auch nicht bestritt, aber unseren Glauben und unsere Prinzipien gestand, und zu dieser Zeit wurde er von seinem Kommando entbunden, weil er ein Quäker war. Er war ein weiser Mann, legte Zeugnis in unseren Versammlungen ab und starb im Glauben an Jesus. Ich war zu der Zeit, als ihm sein Kommando weggenommen wurde, in Dublin. Er sagte häufig, dass ich ihm wahrlich eine große Hilfe und Stärkung sei. Er war bei vielen Gelegenheiten bei der Regierung hilfsbereit, indem er für seine leidenden Freunde eintrat, auch wenn er oft selbst für sein abgelegtes Glaubenszeugnis litt. Er schrieb eine hervorragende, kurze Abhandlung mit dem Titel „Thyses No Gospel Ordinance“ (gedruckt 1659).“

Im Laufe des Jahres 1656 bildete William Morris eine Quäkerzelle in Belturbet im County Cavan zusammen mit William Parker, dessen Gattin, Robert Wardell und dessen Vater. Später im selben Jahr wurde er von seinem Posten entbunden und kehrte nach Cork zurück. Wie viele gut ausgebildete Leute mit Geld in dieser Zeit nutzte er seinen Einfluss, um Veränderungen zu bewirken. Morris hatte 1659 eine kurze Abhandlung mit dem Titel Tythes no gospel ordinance veröffentlicht. Er versuchte, durch Bezug auf die Schriften zu beweisen, dass der Zehnt für Reiche und Arme gleichermaßen ungerecht sei, und dies sollte ihm, wie vielen Quäkern, Schwierigkeiten mit den etablierten Institutionen einbringen.
William Morris schrieb 1659 auch eine Eingabe an das englische Parlament:

„An die höchste Institution (unter Gott) des Commonwealth of England, Scotland and Ireland, den Commons in der Parlamentsversammlung: Das wahre und gläubige Zeugnis von William Morris, einem früheren Mitglied der Armee von Irland. Gedruckt für Thomas Simmons am Bull and Mouth bei Aldergate. 4to. 1659.“

Das Werk versuchte, die Aufmerksamkeit des Parlaments auf die Verfolgung der Quäker in Irland durch Henry Cromwell, den vierten Sohn von Oliver Cromwell, zu lenken. Henry Cromwells hauptsächliche Absicht war es, die Macht im Protektorat zu sichern und jeden Widerstand auszulöschen. Er ging gegen die Baptisten unter den Soldaten und Zivilbeamten vor, weil sie diese eng mit den Republikanern verbunden waren. Ende 1656 hatte Henry Cromwell erreicht, dass führende baptistische Offiziere ihre Posten aufgaben oder Irland verließen. Er verhinderte die Ausbreitung des Quäkertums über Irland, indem er Quäkermissionare verhaften ließ und Armeeoffiziere entließ, die für deren Botschaft empfänglich schienen. Auf der anderen Seite lockte er moderate Presbyterianer und unabhängige Beamte nach Irland herüber. Nachdem Henry Cromwell die Radikalen unterdrückt hatte, arbeitete er daran, die hauptsächlichen, protestantischen Gruppierungen zu versöhnen, die Unterstützung des Adels zu gewinnen und die Verwaltung zu stabilisieren. Die Landnahme und Umsiedlung der angestammten Iren war größtenteils ausgeführt, als er zum Lord Deputy ernannt wurde. Daher blieb Henry Cromwells Behandlung der irischen Katholiken eher moderat, wenn er auch misstrauisch und achtsam blieb. Henry Cromwell unterstützte die Ernennung seines Bruders Richard zum Lord Protector im Jahre 1658, konnte aber gegen Zusammenbruch des Protektorats im Folgejahr machtlos. Er kündigte seinen Posten als Lord Deputy im Juni 1659 auf, nur ein Jahr vor der Stuart-Restauration im Mai 1670.
Die Arbeit, die William Morris‘ Ruf als wichtigen Quäkertheologen und Schriftsteller zementierte, schrieb er zusammen mit George Fox und John Perrot; sie war mit Severall Warnings to the Baptised People betitelt und wurde 1659 veröffentlicht.
Wie viele der frühen Quäker musste William Morris unter seinem Glauben leiden und wurde mehrere Male eingesperrt. Joseph Besse erzählte in seiner Schrift von 1753, wie 1660

„im County Cork William Morris, William Brimsby, Walter Castle und John Exham, die mit Anderen in Edward Cookes Haus in Brandon Bridge angetroffen wurden, von John Laundon, Provost, zu Gefängnishaft verurteilt und in ein schlimmes Verlies geworfen wurden, wo sie zwei Wochen gehalten wurden. Ihre Freunde durften ihnen kein Essen bringen, aber es wurde ihnen [doch] durch ein Gitter gereicht und der Provost wurde von der Gattin eines der Gefangenen angegangen, dass er erlaube, dass etwas Stroh zu ihnen gebracht würde, auf dem sie liegen konnten.“

Nach ihrem Traktat gegen die Zahlung des Zehnten in den Jahren 1663/1664 wurden Paul und William Morris von Erzdekan von Ross wegen des Zehnten bestraft, aber der Erzdekan starb unerwartet und unter Umständen, die seine Mitbrüder so beeindruckten, dass die Morris-Brüder einige Jahre nicht mehr wegen den Zehnten angegangen wurden.
Ein Zeugnis gegen John Reeve und Lodowick Muggleton durch die Quäker von Cork, gezeichnet von William Morris, William Edmondson, Robert Sandham um 23 anderen, mit Muggletons Urteil ihrer Verdammung findet sich auf den Seiten 379–401. Die Namen vieler anderer Quäker und von Dingen, die sie betreffen, finden sich im gesamten Band.
George Fox, der Gründer des Quäkertums, besuchte Irland 1669, obwohl er dort nicht willkommen war. Er besuchte zuerst Bandon und ging dann weiter nach Cork. Der Bürgermeister drängte sich nicht danach, Fox in Cork willkommen zu heißen. Paul Morris, ein Bruder von William Morris, führte George Fox, als dieser unbehelligt durch die Straßen von Cork ritt, auch wenn Warnungen gegen ihn ausgesprochen wurden und selbst der Bürgermeister ihn erkannte. Die Morris-Brüder waren wirklich Leute mit Einfluss.
Fox berichtet, wie sehr:

„Als wir in die Nähe der Stadt kamen, zeigten mir Quäkerbrüder eine Weg durch die Hinterhöfe; aber ich sagte ihnen, mein Weg sei durch die Straßen. Ich nahm Paul Morrice als Führer durch die Stadt und ritt weiter. Als wir über den Marktplatz ritten, an der Tür des Bürgermeisters vorbei, sagte dieser, als er mich sah: „Da reitet George Fox“, aber er hatte nicht die Macht, mich aufzuhalten. Als wir die Schildwachen passierten und über die Brücke kamen, ritten wir zum Haus eines Quäkerbruders und ließen uns dort nieder. Dort erzählten mir die Quäkerbrüder, welch ein Aufstand in der Stadt war und wie viele Steckbriefe ausgestellt wurden, um mich zu fangen. Als ich dort saß, spürte ich den bösen Geist bei seiner Arbeit in der Stadt, wie er Unbill gegen mich aufstachelte; und ich fühlte die Macht des Herrn, den bösen Geist zu schlagen. Seite an Seite kamen weitere Quäkerbrüder herein und sagen mir, dass man in der ganzen Stadt und auch beim Magistrat wisse, dass ich in der Stadt sei. Ich sagte: „Lass den Teufel sein schlimmstes Werk tun.“ Nachdem wir uns erfrischt hatten, rief ich nach meinem Pferd und wir ritten unserer Wege, wobei uns ein Quäkerbruder geleitete.“

## William Penn
Neben George Fox ist der andere allgemein bekannte Quäker William Penn. Als enger Freund war Penn oft auf Castle Salem, insbesondere in den ersten Monaten des Jahres 1670. In seinem Irish Journal berichtete er häufig von dieser Zeit mit William Morris. Damals war Morris einer der prominentesten Quäkerbrüder im Süden von Irland und Penn, der ihn als Agenten in Cork eingesetzt hatte, um Mieten zu kassieren etc., respektierte und bewunderte ihn. Penn besuchte Castle Salem am 21. Februar 1670, am 23.–25. Februar 1670, am 26. März 1670, am 29. März–3. April 1670, am 6. April 1670 und am 16. April 1670. Vielleicht war er dort auch an weiteren Tagen, aber dies ist nicht aufgezeichnet.
Penn schrieb einige Kapitel seines Great Case of Liberty of Conscience Once More Briefly Debated and Defended auf Castle Salem, wie er einige Male in seinem Tagebuch erwähnte.

## Das neue Haus (1682)
Rutty beschrieb den Tod von William Morris 1680:

„Dieses Jahr starb William Morris aus Castle Salem im County Cork, der, obwohl ein Mann von großen Taten und Wissen, durch ein schwaches Mittel von der Wahrheit überzeugt wurde.“

Nach dem Tod seines Vaters 1680 ließ Fortunatus Morris ein neues Haus an die Festung Benduff Castle anbauen. Sein Grundriss ist L-förmig, wobei der Turm am Winkel des Ls steht. Es ist aus kleinen Stücken schlechter Steine erbaut und hat einen hohen Außenkamin und zwei Giebel. Fortunatus’ Haus wurde mit der Rückseite gegen das alte Gebäude errichtet und vom ersten Podest der Treppe aus konnte man durch den alten Zugang, der etwa 12 Fuß über dem Erdboden lag, in die Burg gelangen. Später wurde dort eine georgianische Hallentür eingebaut. Die Gärten waren sehr ausgedehnt und im alten holländischen Stil mit Teichen, kleinen Inseln und geschnittenen Eiben angelegt.

## 19. Jahrhundert
Zu Beginn des 19. Jahrhunderts lebte die Familie Morris noch in der Burg. Sie wurde 1815 als Sitz von William Morris beschrieben.

„[Es gab] ein altes Haus an eine Burg von noch höherem Alter angebaut, die auf einem Felsen standen, der in der Mitte eines kleinen, romantischen Tales aufragte, das von steilen und erhabenen Hügeln umgeben war. Von den Bäumen, die früher sehr zahlreich waren, sind noch viele erhalten, darunter eine Eibe und einige Buchen von erheblicher Größe. Ein sehr seltener Umstand ist der Felsen in einem Lorbeerhain.“

Am 3. Juni 1853 wurde die Burg am Gericht für belastete Anwesen zum Verkauf angeboten und ein Dr. FitzGibbon kaufte sie für £ 1350. 1870 war sie in den Händen von Mrs Eliza FitzGibbon.
Die Familie von Patrick Daly kaufte die Burg 1895 von den FitzGibbons und drei Generationen dieser Familie haben das Land nun bearbeitet. Unter der Verwaltung von Michael und Margaret Daly und ihrer Familie wurde der Burgturm teilweise restauriert. Castle Salem hat heute noch eine funktionierende Landwirtschaft und Bed-and-Breakfast-Pension und es werden Touren angeboten.